# Marek Bodnar
Marek Bodnar – polski matematyk, doktor habilitowany nauk matematycznych, profesor Uniwersytetu Warszawskiego, specjalista od równania różniczkowego.

## Kariera naukowa
W 2001 roku na Wydziale Matematyki, Informatyki i Mechaniki Uniwersytetu Warszawskiego uzyskał stopień doktora nauk matematycznych w zakresie matematyki na podstawie rozprawy pt. Własności równań różniczkowych z opóźnieniem versus własności równań różniczkowych zwyczajnych, której promotorem był prof. Mirosław Lachowicz. W tym samym roku został zatrudniony na tejże uczelni, a w 2012 roku uzyskał na jej Wydziale Matematyki, Informatyki i Mechaniki stopień doktora habilitowanego nauk matematycznych w dyscyplinie matematyki na podstawie pracy pt. Analiza własności matematycznych równań różniczkowych z opóźnieniem pojawiających się w matematycznych modelach wzrostu nowotworu lub w modelach działania układu odpornościowego.